# Arquitecto Iosif Karakis
Arquitecto Iosif Karakis (en ruso: Архитектор Иосиф Каракис) es una monografía documental biográfica del arquitecto soviético ucraniano Iosif Karakis (1902-1988), fue escrito y compilado por Oleg Yunakov y fue publicado en el 2016. Con la Dra. en filosofía Irma Karakis como editora. Revisores: doctor de Arquitectura Nikolái Demin, Miembro correspondiente a la Academia Ucraniana de Arquitectura Dr. Igor Bezchastnov y el Dr. Gary Berkovich.
El presidio de la Academia de Arquitectura de Ucrania recomendó la publicación de la monografía. Al poco tiempo de su publicación, el libro empezó a ser muy resonado por la prensa y se volvió tema de discusión en círculos de arquitectura y literatura en diversos países, incluyendo Ucrania. El libro entró a la exclusiva lista del concurso a Libro del Año en Ucrania y recibió el Premio Internacional Literario Nikolái Gógol “Triumph”.

## Historia de creación
La biografía fue publicada para el aniversario 115 del arquitecto.
Oleg Yunakov, su autor, también creó el diseño de las hojas del libro. La Dra. Irma Karakis actuó como consultora científica y editora del libro. Los tres revisores, todos siendo doctores en filosofía, que ayudaron a la creación del libro son N. Denim, I. Bezchastnov y G. Berkovich. El libro fue publicado a finales del 2016 en Nueva York, por la editorial Almaz Publishing House, y fue impreso en Kiev, Ucrania. Con su libro, el autor buscaba preservar y volver de acceso público el archivo familiar del arquitecto, junto con todas sus obras.
Mientras trabajaba en el libro, O. Yunakov visitó las ciudades en las que I. Karakis trabajó. El autor entrevistó específicamente a personas que estaban relacionadas y familiarizados con I. Karakis o se encontraban relacionados con su trabajo. Por ejemplo, al escritor Alexander Kanevsky y al arquitecto Alexander Rapoport en Toronto, Canadá. Oleg Yunakov viajó a Taskent, donde el director de la escuela número 110, diseñada por I. Karakis, se le permitió el acceso al interior del edificio. En Chicago, se reunión con Mikhail Budilovsky, quien firmó la “Carta de 13”. De igual forma contactó a Alexander Kiyanovsky en Colonia, Alemania (Kiyanovsky participó en la restauración de la Casa de Oficiales en la ciudad de Engels). En Nueva York dio con Aron Blayvas y Grigory Kaluzhner. En Donetsk con Pavel Vigdergauz. El escritor fue capaz de encontrar la tumba del padre de Iosif Karakis en Uzbekistán, de la cual su familia desconocía el paradero exacto.
La publicación del libro ha causado una gran resonancia gracias al hecho que I. Karakis fue uno de los arquitectos más prolíficos en Ucrania, su trabajo no había sido estudiado del todo antes la publicación de este libro. De acuerdo con la directora de la Biblioteca Científica central estatal de arquitectura y construcción de Ucrania, Galina Voitsekhovskaya, este libro fue largamente esperado en la comunidad arquitectónica. A la publicación del libro le siguieron varios anuncios. La monografía fue reseñado en Ucrania y Rusia. (Por ejemplo, por la revista Antiquar y en el periódico Segodnya) y fue mencionado repetidamente en varios programas de radio y televisión siendo recomendado para leer (por ejemplo, por el centro Tver para libros y lectura, la revista Salon, entre otros).
Tras la publicación del libro en 2016, se hicieron presentaciones en Kiev, el 13 de noviembre el club “Kievans” tuvo un primer acercamiento con el libro. El 15 de noviembre se realizó la primera presentación en la Biblioteca Científica Estatal de Arquitectura y construcción de Ucrania. Posteriormente se hicieron más presentaciones, una el 17 de noviembre en el museo Sholom Aleichem y otra  el 19 de noviembre  en el club “Saturday at Behemoth” por parte de la Biblioteca nacional de Ucrania.  Tras esto, hubo una presentación más el 6 de junio de 2017 en la Universidad Nacional de Construcción y Arquitectura en Kiev.

## Descripción del libro

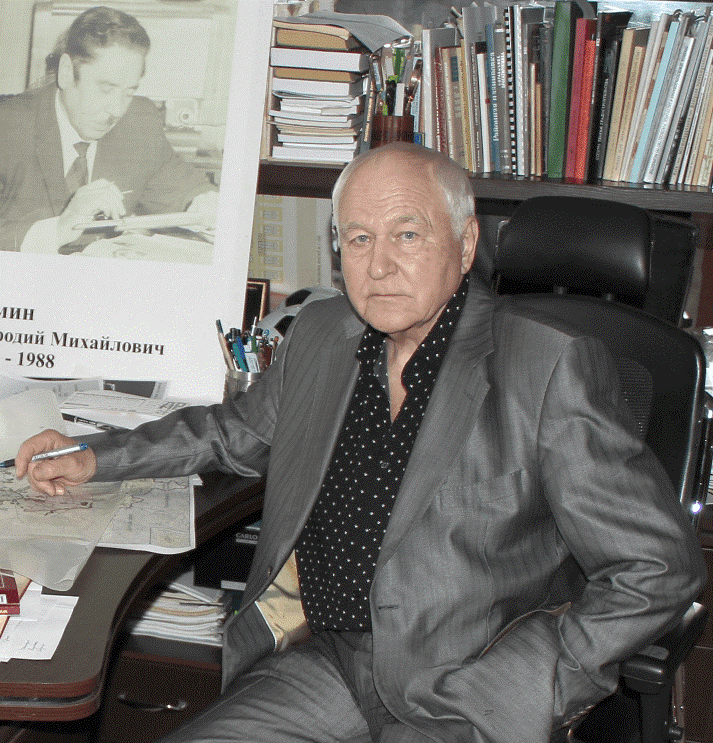
Nikolái Demin, arquitecto popular de Ucrania, doctor en arquitectura y profesor

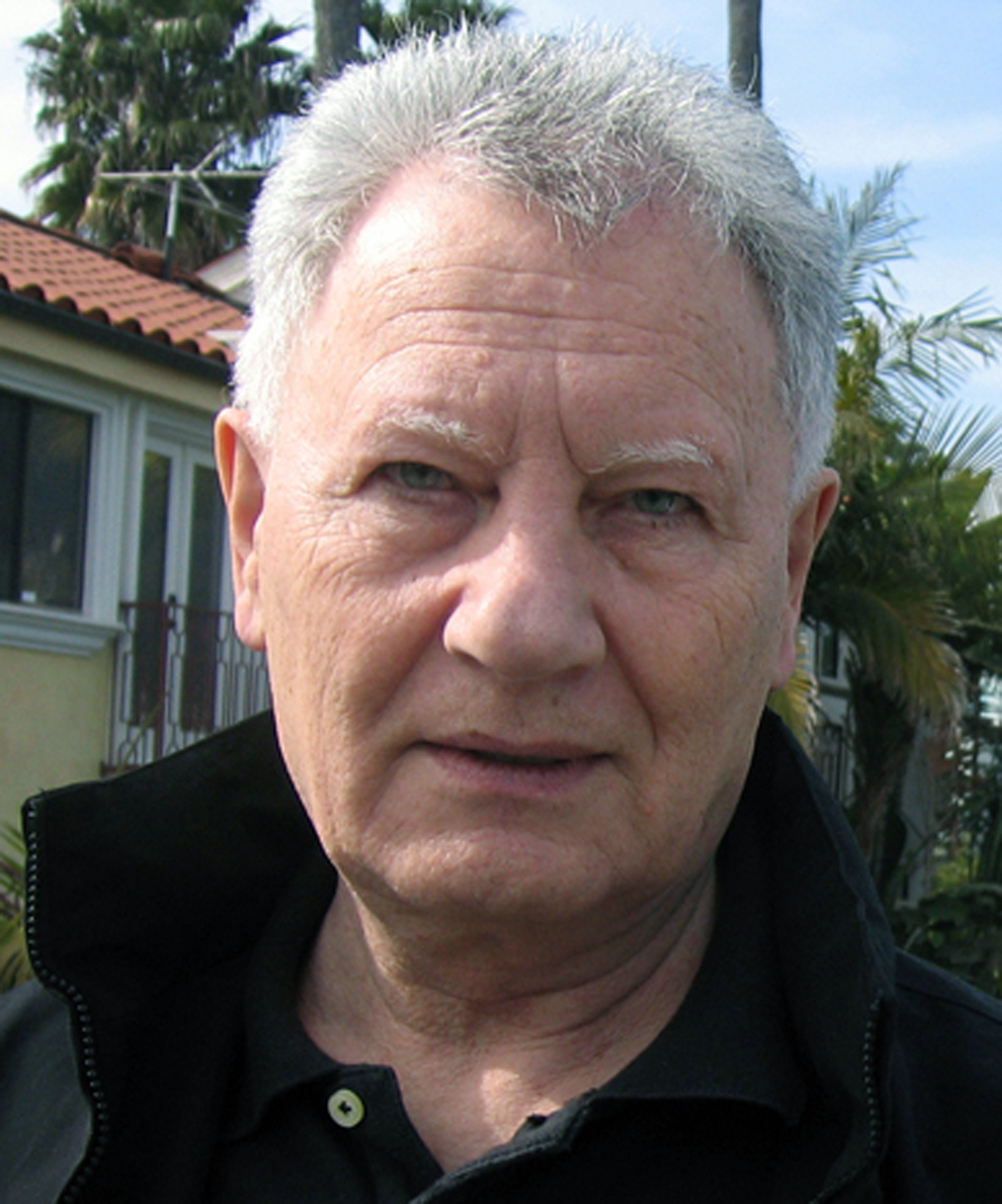
Gary Berkovich, candidato de arquitectura

El libro mide 210 x 279 mm y cuenta con pasta dura, tiene 544 páginas en papel cuché, en las que se contienen 1100 imágenes además del texto, la mayoría de las cuales es la primera vez que se les publica. Los críticos han hablado de manera positiva de las ventajas de impresión del libro, la calidad del papel y su diseño moderno.
El libro se creó en versión álbum, lo que según los críticos, se justifica gracias a la gran abundancia de ilustraciones únicas. Incluyendo fotografías de los archivos del arquitecto, acuarelas, información de archivo y decretos, fotografías de edificios y proyectos. Las ilustraciones se encuentran muy bien colocadas y su número es exactamente proporcional a la cantidad de texto en la página, lo cual contribuye a una mejor percepción del contenido. El material gráfico del libro, según E. Golubovsky, en particular las acuarelas y los bosquejos de paisajes, introducen una nota lírica al libro. Todo el material ilustrativo y adicional que acompaña al texto principal, además de las notas al pie de ellas, mantienen una separación similar la mayor parte del tiempo y el lector no necesita seguirlos hasta el final del texto. La narrativa del libro se presenta de forma cronológica, haciendo una combinación muy buena de eventos y descripciones biográficas con contenido arquitectónico, lo que evita que el lector se canse de uno o de otro.
La publicación contiene material único, antes disponible solamente en el archivo familiar del arquitecto. Los críticos afirman que “el libro será útil a lectores de todas las edades, diferentes profesiones y hasta de diferentes ideas políticas.” Dr. Yuri Bocharov Hace notar que el libro “es importante e interesante, no sólo por la narración de la vida de un arquitecto de alto calibre, sino que es una vívida ilustración de las posibilidades de creatividad genuina en las situaciones complejas e inusuales a las que nos enfrentamos en la vida de manera constante”. Algunos reseñantes han notado a gran cantidad de referencias a fuentes de información, haciendo notar que las referencias bibliográficas formadas por O. Yunakov son una fuente histórica extremadamente valiosa y enorme en términos de costos laborales: un modelo para cualquier investigador de la arquitectura soviética.

## Contenido
El contenido del libro se encuentra dividido en cuatro secciones, para facilitar su percepción, las cuales se detallan a continuación:
1. Una palabra acerca de Iosif Karakis - memorias e impresiones del arquitecto y la fecha la que los creó, escrito por amigos cercanos y colegas N. M. Demin, V. V. Chepelik, M. P. Budilovsky y I. L. Degen[10][38]: 71–72
2. Biografía y carrera - una cobertura en fases de la vida y carrera del arquitecto. Sistematización de diversos trabajos de diseño, documentos y fotos de edificios[10][38]: 72
3. Estimaciones del trabajo de un arquitecto - reseñas positivas y reclamos controversiales críticos del trabajo del arquitecto.[10][38]: 91
4. Herencia creativa y memoria de I. Karakis - publicaciones selectas, grandes proyectos implementados, arte, proyectos sin realizar, trabajos sin publicar, cónicas del 90 aniversario de I. Karakis, entre más información[10][38]: 91

Además de dos partes auxiliares:
1. Apéndices[10][38]: 92
2. Lista de ilustraciones e índice de nombre[10][38]: 92

El libro describe, no sólo el trabajo del arquitecto, sino que también muestra periodos de su difícil destino. Este trabajo lista 628 fuentes de información acerca de I. Karakis.

## Público objetivo
Críticos han dicho que el libro puede ser interesante “aún para aquellos que no están interesados en el estudio de la arquitectura soviética y nunca han ido a Ucrania u otros países donde haya trabajado el arquitecto”. El libro, a través de memorias y documento, le permiten al lector quedar inmerso en la agitada vida de este sobresaliente representante de la civilización soviética y que a pesar del enfoque académico de la monografía, se lee con sumo interés.

## Adaptación a la pantalla
El libro ha sido usado para múltiples programas de televisión:
- «Києвотека. Київські портрети. Останній з київських грандів. Иосиф Каракіс» (“Kyivstar. Retratos de Kiev. La última de las becas de Kiev. Iosif Karakis”.) el programa se estrenó el 18 de febrero de 2017 a las 20:00 en el “Canal Central” de Ucrania.[13] El canal cultura debutó este programa el 2 de abril de 2017 a las 18:20.[39][40][41][42]
- «Останній з київських грандів. Иосиф Каракіс» (“La última de las becas de Kiev. Iosif Karakis”) Se estrenó en el “Canal Central” ucraniano el 17 de marzo a las 14:20, siendo repetido el 18 de marzo a las 3:00[43] (repetido también el 9 de abril a las 11:20 posteriormente en otras fechas).[44][45] También fue transmitido un año más tarde (5 y 9 de marzo del 2018).[46]

El libro se usó como material para la creación del programa "ТОП Міста - Каракис" (“TOP Mista-Karakis”) en el canal “TRC MIS”.

## Críticas
Las reseñas del libro van de positivas a extremadamente positivas. En general, se nota la imparcialidad del autor, la sistematización del material, el gran número de fuentes y fotografías y  la introducción de material completamente nuevo. en particular se notan los hechos y documentos antes desconocidos por el público general, que son presentados por primera vez y añaden toques inesperados a la descripción de objetos arquitectónicos famosos.